# John F. Tefft
John F. Tefft (16 de agosto de 1949) é um diplomata americano que atua como oficial de serviço externo desde 1972. Ele foi confirmado como embaixador dos Estados Unidos na Rússia em 31 de julho de 2014. Ele já havia servido como embaixador dos Estados Unidos na Ucrânia,  Geórgia e Lituânia.